# 新兴镇 (松阳县)
新兴镇是中华人民共和国浙江省丽水市松阳县下辖的一个镇。
2012年12月18日，浙江省人民政府批复同意撤销新兴乡、谢村乡、新处乡建制，合并设立新兴镇。调整后，新兴镇辖44个行政村，镇政府驻横溪村。

## 行政区划
新兴镇下辖以下村级行政区划单位：
下源口村、贤溪村、潘连村、上安村、端口村、后刘村、高丰村、横溪村、渡市村、泉庄村、徐郑村、上源口村、外孟村、进贤村、杨村头村、后周包村、大石村、内孟村、大畈村、金坞村、塔岭村、李山头村、大岭根村、孟坑村、平卿村、大岭里村、南坑村、谢村、谢西坑村、上仓村、大铺村、小南坑村、赤岩村、山甫村、张山头村、外石塘村、新处村、竹坌村、庄后村、东北头村、小岭头村、朱山村、坳后村和关岭村。